# میلتون، چرول
میلتون (به انگلیسی: Milton) یک روستا و محله مدنی در بریتانیا است که در چرول واقع شده‌است. میلتون ۳٫۲۸ کیلومتر مربع مساحت و ۱۹۲ نفر جمعیت دارد.